# Frank Eugene Corder
Ne doit pas être confondu avec Frank Eugene.
Pour les articles homonymes, voir Frank Eugene (homonymie).
Frank Eugene Corder (26 mai 1956 - 12 septembre 1994) est l'homme qui s'est écrasé sur le terrain entourant la Maison-Blanche, à Washington, tôt le 12 septembre 1994, avec un avion Cessna 150 volé, en essayant apparemment d'entrer en collision avec l'édifice. Corder s'est écrasé sur la pelouse avec son appareil. Il fut la seule victime de l'accident.

## Suicide
Corder avait effectué un service de dix mois dans l'armée de terre des États-Unis, entre octobre 1974 et juillet 1975, comme Private First Class, puis travaillé comme camionneur. Il est au chômage au moment des faits et résident de Perry Point, Maryland. Son épouse l'a quitté trois semaines avant l'incident. Des amis de Frank Eugene Corder ont mentionné qu'il n'avait jamais manifesté d'animosité particulière à l'égard du président des États-Unis de l'époque, Bill Clinton. Le président était d'ailleurs absent de la Maison-Blanche ce jour-là, des rénovations ayant obligé sa famille à séjourner temporairement à Blair House, où sont habituellement logés les invités présidentiels. 
Il semble que[réf. nécessaire] le geste de Frank Eugene Corder était motivé par le désespoir, par la publicité qu'un tel événement allait lui procurer. Sa mort est considérée comme étant un suicide.
Corder était de plus en état avancé d'ébriété lorsqu'il a volé le Cessna dans la nuit du 11 septembre 1994, à l'aéroport Aldino, dans le Maryland.
L'avion piloté par Corder a été repéré par les techniciens radar plusieurs minutes avant l'écrasement sur la pelouse sud de la Maison-Blanche, à 1 h 39 précise. Frank Eugene Corder est mort sur le coup.
L'incident a amené la Maison-Blanche à réévaluer ses mesures de sécurité, puisque Corder a pu apparemment sans problème entrer dans une zone aérienne avec restriction. Il a été indiqué que le United States Secret Service avait déployé des missiles sol-air, mais ils n'ont pas été utilisés.